# Ручной пулемёт Браунинга (образца 1922 г.)
Ручной пулемет Браунинга (образца 1922 года) — ручной пулемёт Джона Браунинга, созданный в 1922 году.
Состоял на вооружении американской армии, несущественно изменённый образец этого пулемета был принят на вооружение шведской, бельгийской, китайской армий. Автоматика пулемёта работает за счёт отвода части пороховых газов из канала ствола. Разработан на основе автоматической винтовки Браунинг M1918.

## Тактико-технические характеристики
- Калибр: 7,62 × 63 мм
- Масса пулемёта с наполненным магазином: ≈11,0 кг
- Вес магазина с патронами: ≈ 652 г
- Ёмкость магазина: 20 патронов
- Начальная скорость пули: 860 м/с
- Темп стрельбы: 500–650 выстрелов в минуту
- Дальность действительного огня: 1372 м (1500 ярдов)
- Дальность полёта пули: 4100–4600 м